# Annemasse
Annemasse è un comune francese situato nel dipartimento dell'Alta Savoia della regione dell'Alvernia-Rodano-Alpi.
Si trova alla frontiera franco-svizzera, al sud-ovest del lago di Ginevra,  lungo il corso del fiume Arve nell'agglomerazione del "Grand-Genève"..
Stando ai censimenti dal 2012 al 2017, la popolazione ufficiale (2015) in vigore il 1º gennaio 2018 ammonta a 35 234 abitanti. Con 314 972 abitanti nel 2015, l'area urbana, che include i comuni francesi della periferia di Ginevra, è ben più importante e si piazza al 32º posto dei comprensori urbani francesi. Annemasse è uno dei dodici comuni del comprensorio Annemasse-Agglomerazione Les Voirons nonché il secondo comune più popoloso della Alta Savoia tra Annecy et Thonon-les-Bains.

## Società

### Evoluzione demografica
Abitanti censiti

## Amministrazione

### Gemellaggi
- Sieradz
- Gaggenau
- Boisbriand